# Maladera opaciventris
Maladera opaciventris är en skalbaggsart som beskrevs av Moser 1915. Maladera opaciventris ingår i släktet Maladera och familjen Melolonthidae. Inga underarter finns listade i Catalogue of Life.